# Mô-đun chỉ huy Columbia
Mô-đun chỉ huy Columbia (CM-107) là tàu vũ trụ đóng vai trò như mô-đun chỉ huy trong sứ mệnh Apollo 11, chuyến bay đầu tiên đưa con người đặt chân lên Mặt Trăng. Columbia là phi thuyền duy nhất quay trở về Trái Đất sau khi kết thúc Apollo 11.

## Tên gọi
Julian Scheer, phó quản lý (assistant administrator) phụ trách vấn đề công chúng của NASA trong chương trình Apollo, là người đề xuất cái tên Columbia cho phi hành gia Michael Collins. Scheer đã vô tình nhắc trong một cuộc điện thoại rằng "vài người chúng tôi ở đây đang trao đổi về cái tên Columbia". Collins ban đầu nghĩ rằng nó "hơi khoa trương" nhưng cuối cùng đã chấp nhận vì ông không nghĩ ra cái tên nào tốt hơn và các đồng đội của ông là Buzz Aldrin, Neil Armstrong cũng không phản đối. Một nguyên nhân nữa là vì cái tên này khá giống với Columbiad, tên của khẩu súng không gian trong tiểu thuyết khoa học viễn tưởng năm 1865 Từ Trái Đất đến Mặt Trăng của Jules Verne.

## Sau Apollo 11
Sau khi hoàn thành sứ mệnh và thực hiện chuyến đi đến các thành phố của Hoa Kỳ, Columbia được trao cho Viện Smithsonian vào năm 1971. Nó được coi là một "Milestone in Flight" (Cột mốc Chuyến bay) và trưng bày tại Bảo tàng Hàng không và Vũ trụ Quốc gia ở Washington, D.C., bên cạnh chiếc Wright Flyer năm 1903.
Năm 2016, Viện Smithsonian phát hành một bản quét 3D của Columbia do Văn phòng Chương trình Số hóa (Digitization Program Office) của viện sản xuất. Trong quá trình quét, các chuyên gia phát hiện một số nơi của capsule mà phi hành đoàn đã viết lên tường. Họ đã vẽ lịch và ghi một cảnh báo về chất thải có mùi hôi trên một chiếc tủ đựng đồ.
Vào năm 2019, nhân kỷ niệm 50 năm ngày Apollo 11 đổ bộ, tàu vũ trụ này đã đi vòng quanh nước Mỹ đến các bảo tàng ở Houston, St. Louis, Pittsburgh, Seattle và Cincinnati.
Năm 2022, Columbia được mang ra khỏi phòng trưng bày để cải tạo Bảo tàng Hàng không và Vũ trụ Quốc gia. Khi bảo tàng mở cửa trở lại vào mùa thu năm 2022, nó đã trở thành trung tâm của một triển lãm mới có tên Destination Moon.

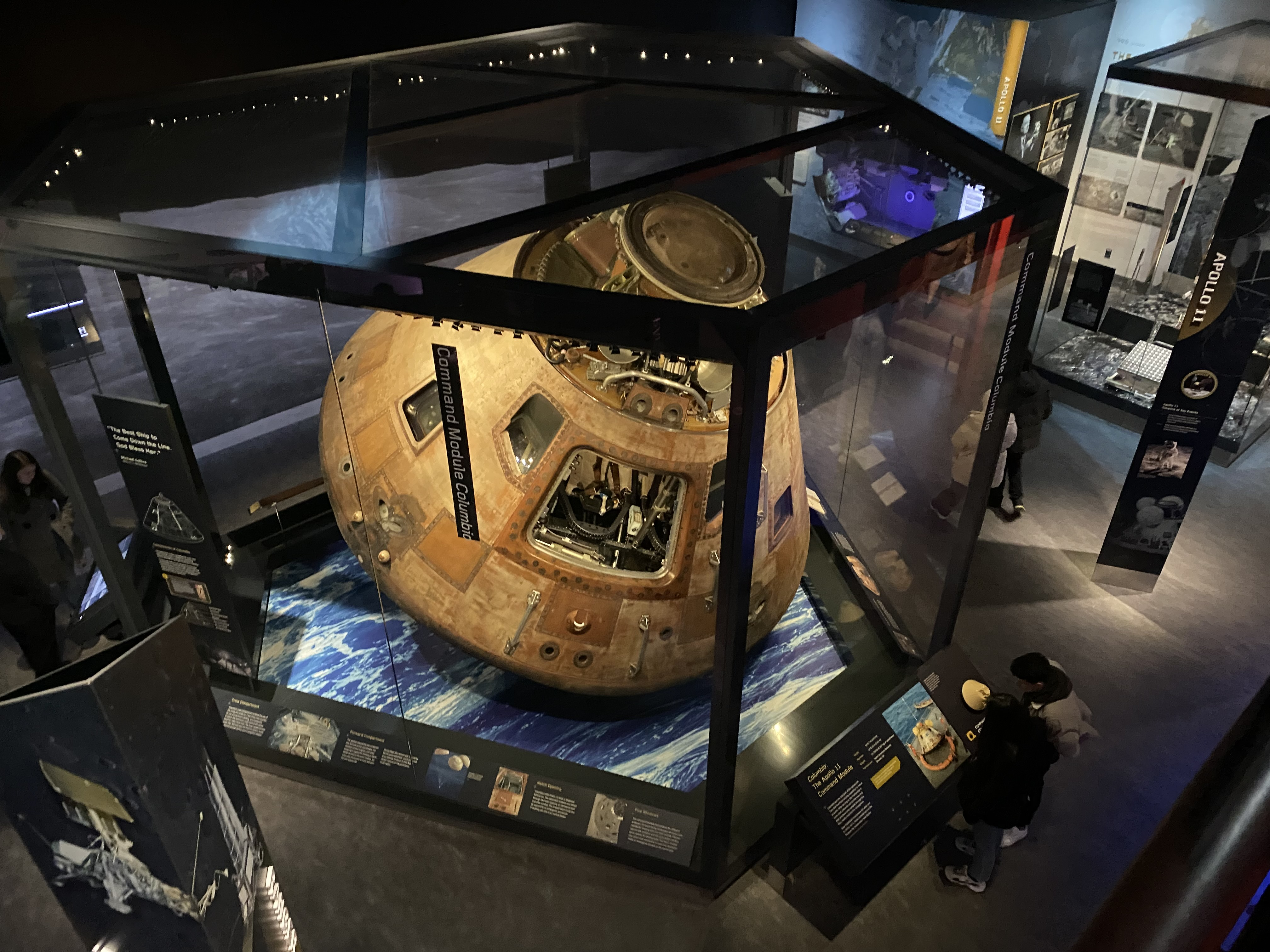
Columbia tại Bảo tàng Hàng không và Vũ trụ Quốc gia
Nội thất của mô-đun chỉ huy